# Джерело № 2 (Руська Мокра)
Джерело № 2 — гідрологічна пам'ятка природи місцевого значення. Об'єкт розташований на території Тячівського району Закарпатської області, с. Руська Мокра, урочище «Звуриць».
Площа — 0,5 га, статус отриманий у 1984 році.